# Ecliptopera fulvidorsata
Ecliptopera fulvidorsata là một loài bướm đêm trong họ Geometridae.